# Mr. Tambourine Man
1965. június 21-én jelent meg a Byrds első albuma, a Mr. Tambourine Man. A Billboard listáján 6. lett és 38 hétig szerepelt a listán, az Egyesült Királyságban pedig a 7. helyet érte el. Első kislemezük, Bob Dylan Mr. Tambourine Man című dalának feldolgozása 1965. április 12-én jelent meg, és mind az USA-ban, mind az Egyesült Királyságban első lett. Második kislemezük, az All I Really Want to Do (szintén Dylan-feldolgozás) épp hogy bekerült az amerikai Top 40-be.
Első kislemezük nyomán az Atlanti-óceán mindkét partján megismerték a zenekart, az általuk játszott folk-rock pedig az 1964-es brit invázióra adott válasszá vált. A dalban megvolt a Byrds korai hangzásának minden kelléke: Gene Clark, Jim McGuinn és David Crosby háromszólamú éneke és McGiunn 12 húros Rickenbackerének „csilingelő” (jingle-jangle) hangzása, amire a dal szövege is emlékeztetett („Hey! Mr. Tambourine Man, play a song for me,/In the jingle jangle morning I’ll come followin’ you.”)
Ez a hangzás dominál az album többi dalában is. Vannak közöttük feldolgozások és saját szerzemények is, melyek legtöbbjét Gene Clark írta. A Here Without You és az I'll Feel a Whole Lot Better igazi tehetségről tanúskodik (utóbbit mások is feldolgozták). Dylan dalait remekül alakították át (a másik három Dylan 1964-es, Another Side of Bob Dylan című albumán jelent meg), többen azzal vádolták a zenekart, hogy túl sok dalt játszanak Dylantől. A többi feldolgozást is jól választották ki: Pete Seeger dala a folkos gyökereket hangsúlyozta, míg Vera Lynn We’ll Meet Again című dala elég cinikusan hangzik (az ötletet Stanley Kubrick Dr. Strangelove, avagy rájöttem, hogy nem kell félni a bombától, meg is lehet szeretni című filmjéből vették). A korszak albumaihoz képest – egyetlen sláger mellett tizenegy töltelék, mivel a legtöbb ember a kislemezeket vette meg – a Mr. Tambourine Man igazi mestermű volt. Bob Dylan, a Beatles vagy a Beach Boys 1965-ös albumaihoz hasonlóan ez is kulcsszerepet játszott abban, hogy az 1960-as évek végére a nagylemez vált a művészi kifejezés eszközévé.
Bár a kiadó utasítására első kislemezükön – McGuinnt kivéve – hivatásos stúdiózenészek játszottak, az album többi dalán már az „igazi” Byrds hallható.
2003-ban a Rolling Stone magazin Minden idők 500 legjobb albumának listája szavazásán a 232. helyet érte el. Az album szerepel az 1001 lemez, amit hallanod kell, mielőtt meghalsz című könyvben. Újrakevert változata 1996. április 30-án jelent meg a Legacy Recordings Byrds-sorozatában, hat új dallal (három alternatív változat és az All I Really Want to Do kislemez-változata).

## Az album dalai
|     | Cím                          | Szerző(k)                   | Hossz |
| --- | ---------------------------- | --------------------------- | ----- |
| 1.  | Mr. Tambourine Man           | Bob Dylan                   | 2:29  |
| 2.  | I'll Feel a Whole Lot Better | Gene Clark                  | 2:32  |
| 3.  | Spanish Harlem Incident      | Bob Dylan                   | 1:57  |
| 4.  | You Won't Have to Cry        | Gene Clark, Jim McGuinn     | 2:08  |
| 5.  | Here Without You             | Gene Clark                  | 2:36  |
| 6.  | The Bells of Rhymney         | Idris Davies, Pete Seeger   | 3:30  |
| 7.  | All I Really Want to Do      | Bob Dylan                   | 2:04  |
| 8.  | I Knew I'd Want You          | Gene Clark                  | 2:14  |
| 9.  | It's No Use                  | Gene Clark, Jim McGuinn     | 2:23  |
| 10. | Don't Doubt Yourself, Babe   | Jackie DeShannon            | 2:54  |
| 11. | Chimes of Freedom            | Bob Dylan                   | 3:51  |
| 12. | We'll Meet Again             | Ross Parker, Hughie Charles | 2:07  |

### Új dalok az 1996-os kiadáson
|     | Cím                                                | Szerző(k)                             | Hossz |
| --- | -------------------------------------------------- | ------------------------------------- | ----- |
| 13. | She Has a Way                                      | Gene Clark                            | 2:25  |
| 14. | I'll Feel a Whole Lot Better (alternatív változat) | Gene Clark                            | 2:28  |
| 15. | It's No Use (alternatív változat)                  | Gene Clark, Jim McGuinn               | 2:24  |
| 16. | You Won't Have to Cry (alternatív változat)        | Gene Clark, Jim McGuinn               | 2:07  |
| 17. | All I Really Want to Do (kislemez-változat)        | Bob Dylan                             | 2:02  |
| 18. | You and Me                                         | Jim McGuinn, Gene Clark, David Crosby | 2:11  |

## Kislemezek
- Mr. Tambourine Man / I Knew I'd Want You – 1965. április 12.
- All I Really Want to Do / I'll Feel a Whole Lot Better – 1965. június 14.

## Kiadások
| Ország             | Dátum             | Kiadó            | Formátum  | Katalógus    | Megjegyzés              |
| ------------------ | ----------------- | ---------------- | --------- | ------------ | ----------------------- |
| USA                | 1965. június 21.  | Columbia Records | nagylemez | CL 2372      | Monó kiadás             |
|                    |                   |                  | nagylemez | CS 9172      | Sztereó kiadás          |
|                    | 1990. október 25. |                  | CD        | CK 9172      | Első CD-kiadás          |
|                    | 1996. április 30. | Columbia/Legacy  | CD        | CK 64845     | Új kiadás hat új dallal |
| Egyesült Királyság | 1996. május 6.    | Columbia/Legacy  | CD        | COL 483705 2 | Új kiadás hat új dallal |

## Közreműködők
- Jim McGuinn – ének, gitár
- Gene Clark – ének, csörgődob
- David Crosby – ének, gitár
- Chris Hillman – ének, basszusgitár
- Michael Clarke – dob, ütőhangszerek

### Produkció
- Jerry Cole – ritmusgitár
- Larry Knechtel – basszusgitár
- Hal Blaine – dob, ütőhangszerek
- Leon Russell – billentyűs hangszerek
- Ray Gerhardt – hangmérnök
- Terry Melcher – producer

## Külső hivatkozások
- Ismertető az albumról a ByrdWatcher honlapján